# Viagem a Portugal
Viagem a Portugal és una pel·lícula portuguesa, dirigida i escrita per Sérgio Tréfaut, basada en una història real. És el primer llargmetratge de ficció d'aquest director, protagonitzat per Maria de Medeiros, Isabel Ruth i Makena Diop.

## Argument
La Maria, una metgessa ucraïnesa, ve a Portugal per passar un any amb Greco, el seu marit, també metge. En arribar a l'aeroport de Faro s'hi acosten agents del Servei d'Estrangers i Fronteres que la porten a una sala d'interrogatoris, sense cap explicació. Tot això passa perquè les autoritats sospiten que darrere d'aquest viatge hi ha d'haver alguna cosa il·legal, ja que ella és d'Europa de l'Est i el seu marit és senegalès.

## Repartiment
- Maria de Medeiros… Maria Itaki
- Isabel Ruth… inspectora
- Makena Diop… Grego Itaki
- Rebeca Close… Brenda
- Pedro Pacheco… inspector del primer dia
- Joseph Wallenstein... inspector del segon dia
- Mykola Chaban... intèrpret
- Miguel Mendes... agent de viatges
- António Pires... policia duanera
- Jorge Barros... bon agent de policia
- Miguel Figueira... oficial de policia brut
- Nuno César… llicenciat en serveis
- Nuno Milagre... policia de fronteres
- Bona... dona policia
- João Bénard da Costa... director de la policia de fronteres

## Premis i nominacions
Caminhos do Cinema Português de 2011 (Portugal)
| Categoria                              | Resultat  |
| -------------------------------------- | --------- |
| Millor pel·lícula                      | Guanyador |
| Millor actriu secundària — Isabel Ruth | Guanyador |

Globos de Ouro de 2012 (Portugal)
| Categoria                        | Resultat |
| -------------------------------- | -------- |
| Millor pel·lícula                | Nominat  |
| Millor actriu— Maria de Medeiros | Nominat  |